# 야흐야 골모함마디
야흐야 골모함마디(페르시아어: محمدى يحيى گل, Yahya Golmohammadi, 1971년 3월 19일 ~)는 이란의 은퇴한 축구 선수이자 현 축구 지도자로 현재 풀라드 FC의 감독직을 맡고 있다.

## 국가대표팀 경력
골마하디는 지난 2002년 아시안 게임에서 이란 대표팀의 와일드카드로 선발되면서 첫 국제 대회에 출전했고, 팀의 금메달을 이끌었다. 이후 2004년 AFC 아시안컵 4강 진출과 월드컵 본선 진출을 이끌었다. 특히 2006년 FIFA 월드컵때 멕시코와의 첫 경기에서 동점골을 넣기도 했다. 그러나 팀은 내리 두 골을 내주면서 3대 1로 참패를 당했다.

## 경력
- 2002년 아시안 게임 국가대표
- 2004년 AFC 아시안컵 국가대표
- 2006년 FIFA 월드컵 국가대표

## 수상
- 2002년 아시안 게임 금메달
- 2004년 AFC 아시안컵 3위